# Larnell Cole
Larnell James Cole (født 9 marts 1993 i Manchester) er en engelsk fodboldspiller, der spiller for F.C. United of Manchester. Som ungdomsspiller havde han en lovende karriere, og han opnåede kontrakt med Manchester United. 

## Ungdomskarriere
Cole startede karrieren hos Manchester United i 2009, hvor han spillede på deres akademi. Han gjorde sig især bemærket i 2011, da Cole scorede et hattrick i 6-1 sejren over Manchester City i Premier Academy League. 
Han debuterede for senior holdet hos Manchester United i en League Cup-kamp mod Leeds United den 20. september 2011. 